# Гущин, Алексей Анатольевич
Алексей Анатольевич Гущин (21 октября 1971, Москва) — советский и российский футболист. Мастер спорта СССР (1990).

## Биография
Воспитанник ДЮСШ ЦСКА. Первый тренер — Николай Козлов. В 1989—1995 — в составе ЦСКА. За главную команду провёл 66 игр.
В июне 1994 попал в автокатастрофу, получил сложный перелом ноги и пропустил 10 месяцев.
В высшем дивизионе выступал также за «Динамо» Москва (1996) и «Ростсельмаш» (1997—1999). Карьеру заканчивал в командах первого дивизиона «Торпедо-ЗИЛ» (2000) и «Волгарь-Газпром» Астрахань (2001).
По состоянию на 2007 год занимался бизнесом.

## Достижения
- В списке «33-х лучших» был 1 раз — № 3 в 1992 году.
- Бронзовый призёр молодёжного чемпионата мира 1991 года (U-20) в составе молодёжной сборной СССР (провёл три матча[4])
- Чемпион Европы 1990 в составе юниорской сборной СССР (U-18)